# Albert Ziegler (Theologe)

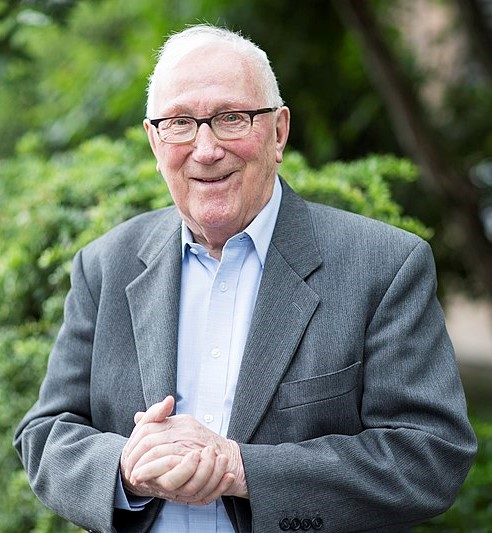
Albert Ziegler SJ (2016)

Albert Ziegler (* 11. Juli 1927 in Zürich; † 4. August 2022 in Menzingen ZG; heimatberechtigt in Gaiserwald und St. Gallen) war ein Schweizer römisch-katholischer Theologe, Ethiker und Autor.

## Leben
Ziegler wurde als mittleres Kind des Postbeamten Albert Gebhard (1893–1953) und der Bertha Amalia, geborene Ochsner (1889–1945) in Zürich geboren. Seine ältere Schwester Bertha (1926–2021) war mit dem liechtensteinischen Künstler, Historiker und Regierungsrat Georg Malin verheiratet. Anton Rohner war sein Grossonkel. Gebhard Rohner sein Urgrossvater.
Albert Ziegler absolvierte das Gymnasium in Disentis und schloss mit der Matura ab. Von 1950 bis 1953 studierte er Philosophie am Berchmanskolleg in Pullach. Es folgte ein Studium der Sozialwissenschaften und der Politik am Internationalen Institut der Universität Freiburg (Schweiz), wo er als Doktor der Philosophie promoviert wurde. Von 1956 bis 1960 studierte er Theologie an der Katholieke Universiteit Leuven. Während dieser Zeit wurde er zum Priester geweiht. Die letzten Gelübde als Jesuit legte er 1966 in Zürich ab.
Anschliessend wirkte er als Hochschulseelsorger im Akademikerhaus am Hirschengraben in Zürich, kurz aki genannt. Von dort aus entwickelte er eine rege Tätigkeit als Vortragender, Verfasser von Zeitungsartikeln wie auch von Büchern sowie von Filmkritiken. Später beriet er Unternehmen auf dem Gebiet der Berufsethik. Als Mitglied der Ethischen Kommission der Schweizerischen Akademie der Medizinischen Wissenschaften gab er Orientierung in umstrittenen medizinethischen Fragen zur Empfängnisverhütung, Abtreibung sowie aktiver und passiver Sterbehilfe.
Am aki war er bis 1989 tätig. In späteren Jahren behandelte er zunehmend Aspekte des Älterwerdens.

## Weitere Tätigkeiten
- Vorstand des Schweizerischen Sozialarchivs von 1964 bis 2007
- Bergsteigen, Ernennung als Ehrenbergführer des Bergführervereins Zermatt[2]

## Veröffentlichungen

### Bücher
- Für immer nach Zürich. Ein Gespräch. Theologischer Verlag AG, Zürich 2021, 144 S., ISBN 978-3-290-20209-5.
- mit Urs C. Reinhardt: Vertrauen schaffen. Verlag Glaube + Wirtschaft, Fribourg 2003.
- mit Thierry Carrel et al.: Gesundheitswesen – wie weiter? Verlag Glaube + Wirtschaft, Fribourg 2002.
- Kenneth Angst (Hrsg.): Die Schweiz und Zürich, Zürich und die Schweiz. NZZ Buchverlag, 216 S., ISBN 978-3-85823-895-5.
- Verantwortung für das Wort. Kommunikation und Ethik. Huber-Verlag, Frauenfeld 2000.
- Verantwortungssouveränität: Unternehmensethik heute. Schmidt 1994, 2. Aufl. 207 S., ISBN 978-3-926258-13-7.
- Ethik und Unternehmungsführung aus der Sicht der katholischen Soziallehre. In: Charles Lattmann: Ethik in der Unternehmensführung. Springer-Verlag, Heidelberg 1988, ISBN 978-3-7908-0385-3.
- Zwingli – eine katholische Aufgabe, ein ökumenisches Anliegen. Verlag Neue Zürcher Nachrichten, Zürich 1984, 96 S., ISBN 978-3-85827-067-2.
- mit Eduard Christen et al.: Hinweise zur moraltheologischen Frage der Gewaltanwendung. Benziger, Zürich 1972, 370 S.
- Jesuiten im heutigen Staat: Versuch einer Standortbestimmung. EVZ-Verlag, 1968, 84 S.
- Das natürliche Entscheidungsrecht des Mannes in Ehe und Familie. F. H. Kerle, 1958, 508 S.

### Zeitschriften
- Der missverständliche Hirtenbrief. In: Neue Zürcher Zeitung. 5. April 2012, S. 23, abgerufen am 27. August 2022.
- Verbietet oder erlaubt der Papst Kondome? In: Neue Zürcher Zeitung. 9. Dezember 2010, S. 53, abgerufen am 27. August 2022.
- Eine Gefahr für die eigene Glaubwürdigkeit. Betrachtungen zum Boom sogenannter ethischer Anlageprodukte. In: Neue Zürcher Zeitung. 17. Dezember 2007, S. 20, abgerufen am 27. August 2022.
- Kein klares Motiv für die Bluttat in der ZKB. Führungsseminar ZKB. In: Neue Zürcher Zeitung. 29. Oktober 2004, S. 53, abgerufen am 27. August 2022.
- Betreuung von Patienten am Lebensende. In: Neue Zürcher Zeitung. 26. Februar 2004, S. 9, abgerufen am 27. August 2022 (Ethik).
- Pascal Hollenstein: Was darf das Leben kosten? In: NZZ am Sonntag. 31. März 2002, S. 28, abgerufen am 27. August 2022 (Ethik).
- Musik für einen Gast. DRS2, 12.40. In: Neue Zürcher Zeitung. 22. Oktober 2000, S. 72, abgerufen am 27. August 2022.
- Die deutschen Bischöfe müssen ihre Hausaufgaben selbst lösen. In: Neue Zürcher Zeitung. 27. Februar 1998, S. 7, abgerufen am 27. August 2022.
- Den Gesang in den Dingen hören. In: Neue Zürcher Zeitung. 10. Dezember 1995, S. 95, abgerufen am 27. August 2022.